# FC Zvezda Ryazan
El FK Zvezda Ryazan (en ruso: ФК Звезда Рязань) es un club de fútbol ruso de la ciudad de Riazán, fundado en 2010. El club disputa sus partidos como local en el estadio CSK y juega en la Segunda División de Rusia, el tercer nivel en el sistema de ligas ruso.

## Historia
El Zvezda Ryazan fue fundado en 2010 para continuar la tradición futbolística de la ciudad de Riazán tras la desaparición de sus clubes de fútbol. En 1937 se fundó el Spartak Ryazan, un modesto club que militó en las ligas inferiores del fútbol soviético y ruso. En 1968 fue renombrado Zvezda Ryazan, pero al año siguiente cambió nuevamente de denominación y desapareció en 2000.
El FC Ryazan, club fundado en 1995, tomó su nombre y su plaza en la Segunda División de Rusia, pero en 2010 desapareció por motivos económicos y fue fundado en ese mismo año como el actual Zvezda Ryazan.

## Jugadores
Actualizado el 4 de octubre de 2011, según RFS website.